# جون بيرسون
جون بيرسون (بالإنجليزية: John Pearson)‏ (و. 1802 – 1875 م) هو سياسي، قاض من الولايات المتحدة الأمريكية .
تولى منصب سيناتور ولاية إلينوي (1840–1844) .

## التعليم
تعلم في جامعة برنستون.